# Tófuöxl
Tófuöxl är en kulle i republiken Island. Den ligger i regionen Norðurland eystra, 280 km nordost om huvudstaden Reykjavík. Toppen på Tófuöxl är 416 meter över havet.
Trakten runt Tófuöxl är nära nog obefolkad, med mindre än två invånare per kvadratkilometer. Närmaste större samhälle är Laugar, omkring 17 kilometer väster om Tófuöxl. Trakten runt Tófuöxl består i huvudsak av gräsmarker.